# Jornadas de Novela Histórica de Granada

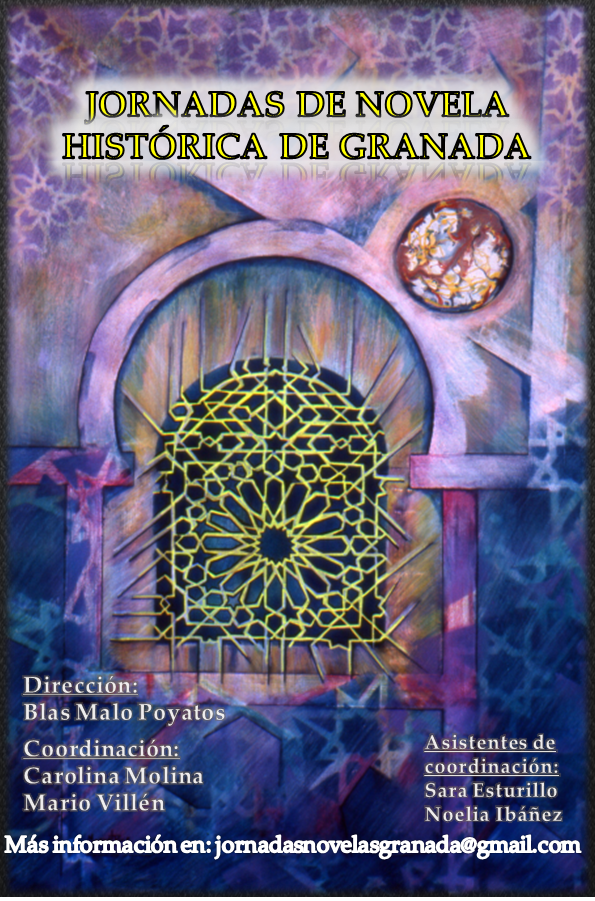
Cartel con imagen cedida por Manuel Ruiz

Las Jornadas de Novela Histórica de Granada son actividades culturales-literarias, con periodicidad anual o bianual, que se celebran en esta ciudad andaluza desde 2013. Consisten en la realización de diversos actos realizados a lo largo de un fin de semana, siempre en relación con la novela histórica, promocionando el género en el que se encuadra y a sus autores, y divulgando la historia de la ciudad de Granada.

## Historia
En 2013, a la iniciativa del autor de novela histórica Blas Malo, se unieron dos autores más, Carolina Molina (novelista y periodista madrileña vinculada con la ciudad de Granada) y la también escritora y filóloga Ana Morilla para poner en marcha las primeras Jornadas de Novela Histórica de Granada. Tomaron como título Narradores de al-Andalus y se celebraron los días 16 y 17 de marzo en la Biblioteca de Andalucía (c/ Profesor Sainz Cantero, n.º 6).

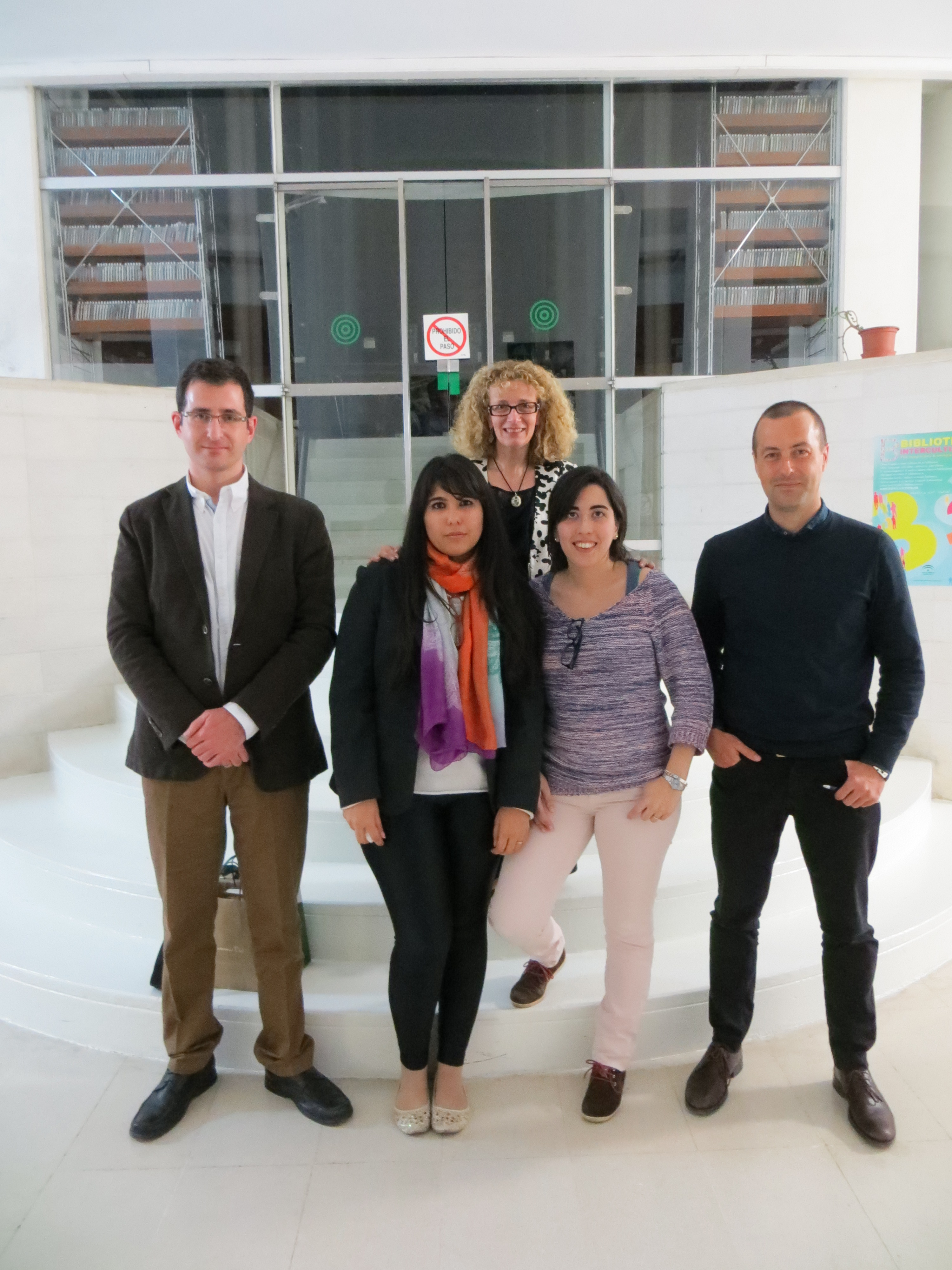
Blas Malo, Carolina Molina, Noelia Ibáñez, Sara Esturillo y Mario Villén

Durante su celebración, sin apenas recursos económicos y con apoyo de las redes sociales, Malo, Molina y Morilla consiguieron llenar el gran auditorio de la sala atrayendo a un variado público. El éxito obtenido incitó a los organizadores a realizar las Segundas Jornadas, en las que Mario Villén, también escritor, sustituyó a Ana Morilla en la coordinación.

Unidos estos tres escritores bajo la premisa de promover la ficción histórica y la historia de Granada, fundaron la Asociación Jornadas de Novela Histórica de Granada (sin ánimo de lucro). Gracias a esta asociación mantienen vivo el espíritu que les ha guiado, realizando rutas literarias por la ciudad, organizando eventos y presentaciones de libros.
Por sus jornadas y actos han pasado escritores de ámbito nacional: Teo Palacios, Sebastián Roa, Francisco Gallardo, Manuel Sánchez-Sevilla, María José Rubio, Javier Arias Artacho, Isabel Barceló, Gabriel Castelló, Francisco Narla, Javier Negrete, León Arsenal, Santiago Castellanos, María Pilar Queralt del Hierro o Nerea Riesco. En el ámbito granadino: José Luis Gastón Morata, Brígida Gallego-Coín, Herminia Luque, Eva Velázquez, Jaime García-Torres Entrala y otros muchos, dando voz a especialistas en diferentes campos y temáticas.

En la actualidad mantienen activo un blog:  http://jornadasdenovelahistoricaengranada.blogspot.com.es/, en el que publican periódicamente entradas  de articulistas de gran reconocimiento, a destacar Francisco Gil Craviotto y Miguel Ruiz Almodóvar Sel. La última incorporación ha sido el experto aficionado a la fotografía antigua de Granada, Adolfo Liñán, con abundantes seguidores en Facebook y redes sociales.

Desde hace aproximadamente un año esta asociación cuenta con dos asistentes de coordinación: Sara Esturillo y Noelia Ibáñez.

En la actualidad preparan las VI Jornadas de Novela Histórica de Granada, previstas para noviembre de 2016.

## Patrocinadores y colaboradores habituales
Aunque las JNHG no cuentan con un gran respaldo económico, lo que las diferencia de otras jornadas dedicadas a la novela histórica, reciben apoyos de diferentes instituciones y entidades privadas granadinas. Las primeras que apoyaron el proyecto fueron el Grupo Bib-Rambla de la familia Navarro, a través del Café Bib-Rambla, considerado el más antiguo de la ciudad, y la librería Babel, otra de las entidades señeras de Granada, que proporciona el punto de venta en las actividades. Igualmente la Biblioteca de Andalucía ha proporcionado gran respaldo a las JNHG acogiéndolas a lo largo de sus cinco convocatorias.

Como proyecto que pretende impulsar la economía y la cultura granadinas, las JNHG cuentan con un logo privilegiado, cedido por el pintor granadino Manuel Ruiz, cuya obra ha sido reconocida en diferentes partes del mundo.

En diferentes convocatorias han contado también con el patrocinio de las editoriales Ediciones B y Ediciones Áltera.

## Publicaciones
En 2014, de la mano de la editorial malagueña Seleer, Jornadas de Novela Histórica de Granada publicó la antología de relatos históricos Pequeñas Historias, coordinada por Blas Malo, Carolina Molina y Mario Villén, y que contiene además relatos de Ana Morilla, Ángeles de Irisarri, Francisco Gallardo, Manuel Sánchez-Sevilla, Miguel Ángel Cáliz y María Pilar Queralt del Hierro. Como novedad, el libro presenta un último relato escrito en conjunto por todos los autores participantes de las I Jornadas de Novela Histórica de Granada.

Todos los beneficios obtenidos de la publicación de Pequeñas Historias se han destinado a la actividad de la Asociación.

## Actividades complementarias
La asociación promueve también de forma periódica la realización de rutas históricas y literarias, bien como parte de las Jornadas o en días señalados a lo largo del año, para acercar al público lector a la historia de la ciudad de Granada y sus alrededores. Las rutas incentivan el interés por la ciudad y por el conocimiento de la literatura histórica que sobre ella existe.
Todos los beneficios obtenidos de la realización de rutas de la mano de los autores o colaboradores de las Jornadas se destinan igualmente a la actividad cultural de la asociación y a la celebración de las propias Jornadas.

## Enlaces de prensa
- https://web.archive.org/web/20160303214646/http://en-clase.ideal.es/noticias/actualidad/2139-impulsan-desde-granada-la-novela-hist%C3%B3rica-como-recurso-did%C3%A1ctico.html
- https://web.archive.org/web/20160304163012/http://novedadesaltera.com/2014/11/24/resumen-de-las-iii-jornadas-de-novela-historica-de-granada/
- https://web.archive.org/web/20160304163012/http://novedadesaltera.com/2014/11/24/resumen-de-las-iii-jornadas-de-novela-historica-de-granada/
- http://blogs.20minutos.es/xx-siglos/2015/11/02/granada-se-convierte-este-fin-de-semana-en-la-capital-de-la-novela-historica/

- Datos: Q24161734